# Eduardo Varela Pezzano
Eduardo Varela Pezzano (15 de junio de 1984) es un abogado y escritor colombiano de ascendencia italiana.
Especialista en marcas y en derecho del espectáculo en la firma legal Cavelier Abogados, donde se desempeña como jefe de derechos de autor. Ha logrado relevancia en su país por actuar como asesor legal de renombrados artistas como Carlos Vives, Ventino, Gusi, Herencia de Timbiquí, ChocQuibTown y Joe Carvajal. Ha sido reconocido como una "estrella de marca" en Colombia por la revista británica Managing Intellectual Property y fue nombrado panelista del Centro Asiático de Solución de Controversias en Nombres de Dominio (ADNDRC).
Es hijo del fallecido político colombiano Ricardo Varela Consuegra.

## Publicaciones notables
- Propiedad Intelectual: Reflexiones, Universidad del Rosario, 2012, ISBN 978-95-87-382-46-4, con Edgar Iván León Robayo y Ricardo Metke.
- Doing Business in Colombia, Juris Publishing, 2011, ISBN 978-1-57823-310-6, con Natalia Tobón Franco.
- Estudios de Propiedad Intelectual, Universidad del Rosario, 2011, ISBN 978-958-738-190-0, con Edgar Iván León Robayo y Ricardo Metke.
- Derecho del Entretenimiento para Adultos, Grupo Ed. Ibáñez, 2010, ISBN 978-958-749-034-3, con Natalia Tobón Franco.
- Derecho de Autor para Creativos, Grupo Ed. Ibáñez, 2010, ISBN 978-958-749-002-2, con Natalia Tobón Franco.